# Adolf Reitz (Fußballspieler)
Adolf Reitz (Lebensdaten unbekannt) war ein deutscher Fußballspieler.

## Karriere
Reitz gehörte dem FSV Frankfurt als Abwehrspieler an, für den er von 1922 bis 1926 in den vom Süddeutschen Fußball-Verband durchgeführten Meisterschaften Punktspiele bestritt. Seine Premierensaison bestritt er noch in der Kreisliga Nordmain, danach in der leistungsdichteren Bezirksliga Main. Während seiner Vereinszugehörigkeit gewann er einmal die Kreis- und dreimal die Bezirksmeisterschaft, deren Erfolge jeweils zur Teilnahme an den Endrunden um die Süddeutsche Meisterschaft berechtigten. Schloss seine Mannschaft diese 1923 zunächst als Letztplatzierter von fünf teilnehmenden Mannschaften und im Jahr darauf als Fünftplatzierter von sechs teilnehmenden Mannschaften ab, so folgte bei den beiden darauffolgenden Teilnahmen jeweils der dritte Platz, mit der die Mannschaft jeweils in der Endrunde um Deutsche Meisterschaft vertreten war. Doch nur bei der ersten Teilnahme, 1924/25, kam er in allen vier Spielen, von denen drei erst in der Verlängerung entschieden wurden, zum Einsatz. Den im Achtel- und Viertelfinale erfolgreich gestalteten Begegnungen, folgte die am 24. Mai 1925 in Fürth ausgetragene gegen Hertha BSC, in der Robert Pache der Siegtreffer zum  1:0 in der 102. Minute gelang. In dem am 7. Juni 1925 im Frankfurter Waldstadion gegen den 1. FC Nürnberg ausgetragenen Finale wurde dieses durch den in der 108. Minute durch Ludwig Wieder erzielten Siegtreffer zugunsten des „Clubs“ entschieden. Sein letztes Endrundenspiel bestritt er am 30. Mai 1926 in Nürnberg bei der 2:8-Niederlage im Viertelfinale gegen Hertha BSC.

## Erfolge
- Zweiter der Deutschen Meisterschaft 1925
- Bezirksmeister Main 1924, 1925, 1926
- Kreismeister Nordmain 1923